# モルデカイ・リッチラー
モルデカイ・リッチラー（モーデカイ・リッチラー、Mordecai Richler、1931年1月27日 – 2001年7月3日）は、カナダの小説家。モントリオールのユダヤ人社会を舞台とした冷笑的な機知に富んだ作品や新聞、現代生活への風刺などがある。代表作は「ダディー・クラヴィッツの徒弟時代」(未邦訳)や、「バーニーズ・バージョン」。
1989年の小説「Solomon Gursky Was Here」はブッカー賞候補、英ガーディアン紙が選ぶ「死ぬまでに読むべき」必読小説1000冊に選出されている。2010年には『バーニーズ・バージョン ローマと共に』として作品が映画化された。

## 著作

### 小説
- The Acrobats(曲芸師) (1954) (翌1955年に「Wicked We Love」と改題して発表)

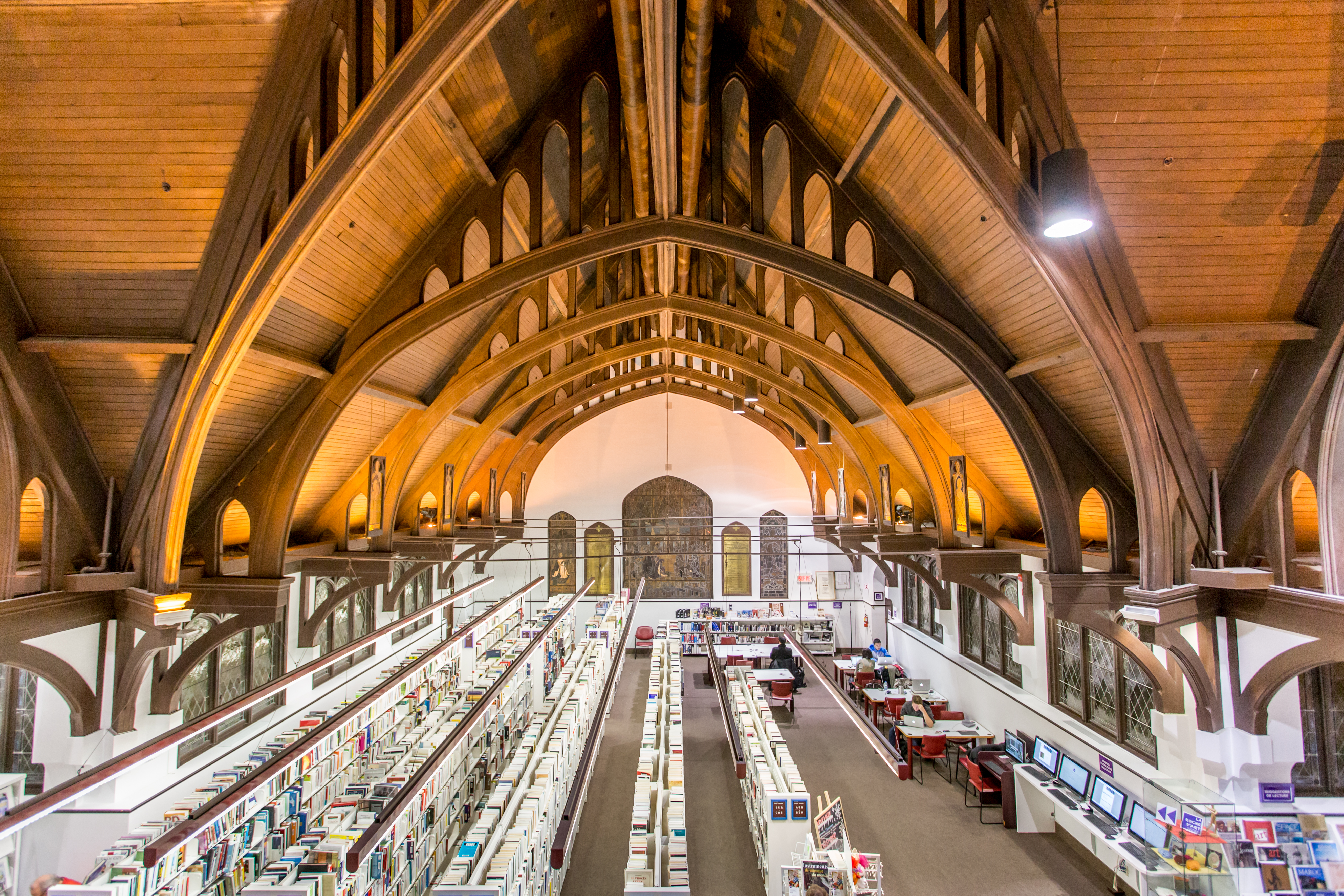
モルデカイ・リッチラー図書館（2018年）

- モルデカイ・リッチラー図書館（2018年）Son of a Smaller Hero (1955)
- A Choice of Enemies (1957)
- The Apprenticeship of Duddy Kravitz(ダディー・クラヴィッツの徒弟時代) (1959)
- The Incomparable Atuk (1963)・・・アメリカでは「Stick Your Neck Out」というタイトルで発売された
- Cocksure(おんどり/ひとり合点) (1968)
- The Street (1969)
- St. Urbain's Horseman(セント・アーベインの騎士) (1971)
- Joshua Then and Now (1980)
- Solomon Gursky Was Here (1989)
- Barney's Version (1997)

### 映画脚本
- Insomnia Is Good for You (1957)
- Dearth of a Salesman (1957)
- No Love for Johnnie (1962)
- Life at the Top  (1965) ・・・原作はジョン・ブレインの小説
- The Apprenticeship of Duddy Kravitz (1974) ・・・アカデミー脚色賞ノミネート
- The Street(アニメ) (1976)[1]
- おかしな泥棒 ディック&ジェーン ・・・2005年に「ディック&ジェーン 復讐は最高!」でリメイク
- The Wordsmith (1979)
- アトゥック(Atuk)・・・原作は1963年の小説「The Incomparable Atuk」
- Joshua Then and Now (1985)
- バーニーズ・バージョン ローマと共に (2010)

### 児童書
Jacob Two-Two
- Jacob Two-Two Meets the Hooded Fang (アルフレッド・A・ノップフ, 1975)
- Jacob Two-Two and the Dinosaur (1987)
- Jacob Two-Two's First Spy Case (1995)

### 紀行
- Images of Spain (1977)
- This Year in Jerusalem (1994)

### エッセー
- Hunting Tigers Under Glass: Essays and Reports (1968)
- Shovelling Trouble (1972)
- Notes on an Endangered Species and Others (1974)
- The Great Comic Book Heroes and Other Essays (1978)
- Home Sweet Home: My Canadian Album (1984)
- Broadsides (1991)
- Belling the Cat (1998)
- Oh Canada! Oh Quebec! Requiem for a Divided Country (1992)
- Dispatches from the Sporting Life (2002)

### ノンフィクション
- On Snooker: The Game and the Characters Who Play It (2001)

### アンソロジー
- Canadian Writing Today (1970)
- The Best of Modern Humour (1986)
- Writers on World War II (1991)

## 脚註
1. ↑  “The Street”.   National Film Board of Canada. 2012年8月21日閲覧。